# Tatiana Kamińska
Tatiana Kamińska (ur. 9 listopada 1937 w Krasnodarze, zm. 17 maja 2012 w Sydney) – polska pisarka i dziennikarka.
Mieszkała w Sydney. Publikowała artykuły w prasie australijskiej. Jest autorką książek: Tam gdzie rosną snow gums, Na wyspach i półwyspach Grecji, Spacerkiem po Sydney i okolicach i Aborygeni Australii.
W 2004 za książkę Spacerkiem po Sydney i okolicach otrzymała nagrodę Związku Literatów Polskich "Złote Pióro".